# Carorita limnaea
Carorita limnaea is een spinnensoort in de taxonomische indeling van de hangmatspinnen (Linyphiidae).
Het dier behoort tot het geslacht Carorita. De wetenschappelijke naam van de soort werd voor het eerst geldig gepubliceerd in 1927 door Crosby & Bishop.